# Pyrenecosa pyrenaea
Pyrenecosa pyrenaea là một loài nhện trong họ Lycosidae.
Loài này thuộc chi Pyrenecosa. Pyrenecosa pyrenaea được Eugène Simon miêu tả năm 1876.